# 빅토리아 시크릿
빅토리아 시크릿(영어: Victoria's Secret)은 미국의 란제리 회사로, 1977년 로이 레이먼드가 설립했다. 2012년, 610억 달러가 넘는 판매량을 기록했고, 영업수익은 100억 달러를 기록했다. 수 천 개의 미국 매장에서 웹사이트를 통해 란제리, 여성복, 미용제품을 판매하는데, 연간 배송 3억 7,500만 건이 넘는다. 빅토리아 시크릿은 전적으로 상장 기업 L 브랜즈가 소유하고 있다.

## 마케팅

### 빅토리아 시크릿 패션 쇼

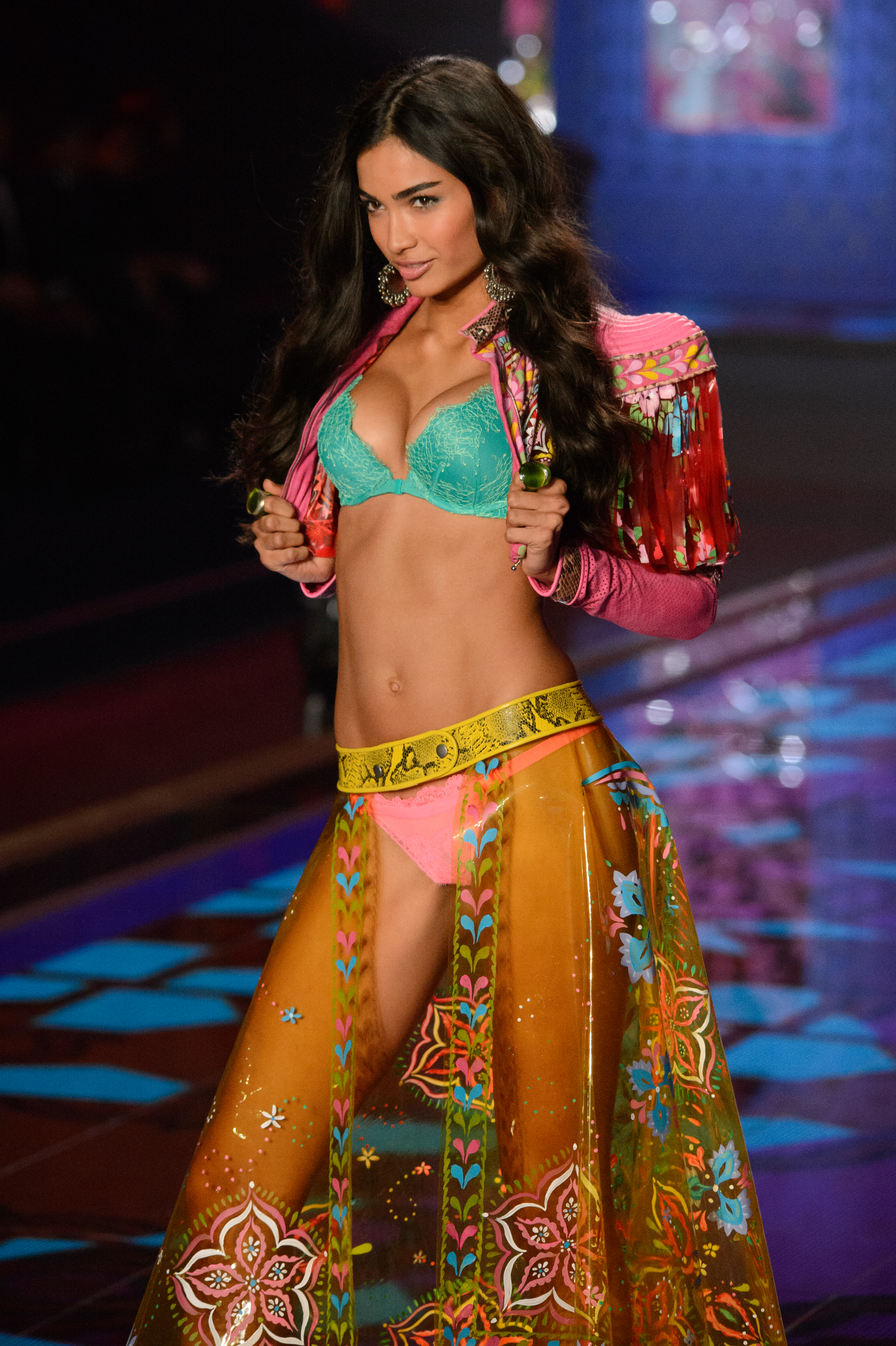
2014년 빅토리아 시크릿 패션 쇼에서 켈리 게일

1995년부터 빅토리아 시크릿은 미국 텔레비전 황금시간대에 매년 빅토리아 시크릿 패션 쇼를 시작하기로 했다. 1995년 패션쇼를 시작으로 "자신감 있고 당당하게 워킹하는 여성들이 관음증이 있는 남성들을 만족시켜주면서 주류 란제리 회사"가 되었다.
빅토리아 시크릿의 부사장 켄 웨일과 빅토리아 시크릿의 모회사 인티미트브랜즈의 IT 책임자 팀 플작은 1999년 패션 쇼 사상 최초로 온라인 중계를 시도했다. 1999년 2월 2일 18분의 인터넷 생중계는 인터넷상의 "가장 큰 행사"였다. 1999년 생중계에서 일부 시청자들은 타이라 뱅크스, 하이디 클룸, 스테퍼니 시모어와 같은 쇼의 피날레 부분을 보지 못하고 대부분 기사를 통해 봤다는 점에서 실패라고 말했다. 빅토리아 시크릿의 기술 부족과 온라인 사용자들이 갑자기 늘어나면서 서버가 낮아진 것이었다. 회사의 웹사이트는 총 150만 명이 방문한 데 비해 생중계 사이트 Broadcast.com은 최대 동시 시청자 25만에서 50만 명까지 감당할 수 있도록 해놨다. 패션쇼 당일 날 생중계를 봤거나 시도한 사람들은 총 150만 명이 넘었다.
다음 해 봄에 열린 패션 쇼에서는 Broadcast.com, 아메리카 온라인, 마이크로소프트 세 곳과 협력하기로 하면서 기술적 문제는 해결되었다. 2000년 온라인 생중계 시청자는 200만 명을 넘어섰다.
첫 패션 쇼 예산은 12만 달러에 불과했었지만, 2011년 패션 쇼 예산은 1,200만 달러로 몇 배로 증가했다. 2019년 11월, 쇼 영구 폐지 소식이 발표되었다. 2010년대 중반 들어 급증한 여권 신장 운동과 다양한 체형 포용 운동(Body Positivity)과 같은 시대적 흐름의 영향과 더불어, 패션 쇼 자체 시청률과 화제성의 대폭적인 하락이 폐지의 원인으로 분석되었다.
2024년 5월, PageSix는 빅토리아 시크릿이 5년간의 중단 후 쇼를 다시 개최할 계획이라고 보도했다.

### 빅토리아 시크릿 엔젤스
빅토리아 시크릿 엔젤은 현재 브랜드의 가장 눈에 띄는 특징(패션 쇼 모델들은 "런웨이 엔젤"이라는 뜻)이지만, 원래는 빅토리아 시크릿의 란제리 라인 중 하나였다. 1997년 원래는 광고 모델로서 모델들을 내세우기 시작했는데, 헬레나 크리스텐센, 카런 뮐더르, 다니엘라 페스토바, 타이라 뱅크스가 초기 모델들이다. 이러한 모델들의 인기가 점점 증가하면서 브랜드는 다른 여러 광고 캠페인을 만들었다.
빅토리아 시크릿 엔젤은 《피플》지의 "세계에서 가장 아름 다운 인물 100인" 순위에 포함되었다. 2007년 11월 13일에는 할리우드 명예의 거리에 이름을 올렸다. 엔젤 이 외에 클라우디아 시퍼, 에바 헤르지고바, 올루치 온웨아그바, 제시카 스탬, 아나 베아트리스 바후스, 엠마누엘라 데 파울라와 같은 광고 모델뿐만 아니라 테일러 맘슨 같은 유명인들도 광고 모델로 고용했다.
2021년, 빅토리아 시크릿 앤젤 컨셉이 폐지되었다.
| 출신지           | 이름                  | 계약기간  | 런웨이횟수 | 쇼기간                          | 판타지 브라      |
| ---------------- | --------------------- | --------- | ---------- | ------------------------------- | ---------------- |
| 미국             | 스테퍼니 시모어       | 1997–2000 | 6          | 1995–2000                       | 빈칸             |
| 덴마크           | 헬레나 크리스텐센     | 1997–1998 | 2          | 1996–1997                       | 빈칸             |
| 네덜란드         | 카런 뮐더르           | 1997–2000 | 5          | 1996–2000                       | 빈칸             |
| 체코             | 다니엘라 페스토바     | 1997–2002 | 4          | 1998–2001                       | 빈칸             |
| 미국             | 타이라 뱅크스         | 1997–2005 | 9          | 1996–2005                       | 1997, 2004       |
| 캐나다           | 야스민 가우리         | 1998      | 2          | 1996–1997                       | 빈칸             |
| 미국             | 찬드라 노스           | 1998      | 1          | 1998                            | 빈칸             |
| 아르헨티나       | 이네스 리베로         | 1998-1999 | 4          | 1998-2001                       | 빈칸             |
| 프랑스           | 레티티아 카스타       | 1998–2002 | 4          | 1997–2000                       | 빈칸             |
| 독일 미국        | 하이디 클룸           | 1999–2010 | 12         | 1997–2005, 2007-2009            | 1999, 2001, 2003 |
| 브라질           | 지젤 번천             | 2000–2007 | 7          | 1999–2006                       | 2000, 2005       |
| 브라질           | 아드리아나 리마       | 1999–2018 | 18         | 1999–2008, 2010–2018            | 2008, 2010, 2014 |
| 브라질           | 알레산드라 암브로지우 | 2004–2017 | 17         | 2000–2017                       | 2012, 2014       |
| 체코             | 카롤리나 쿠르코바     | 2005–2009 | 9          | 2000–2008, 2010                 | 2002, 2006       |
| 케이맨 제도      | 셀리타 이뱅크스       | 2005–2009 | 6          | 2005–2010                       | 2007             |
| 브라질           | 이자베우 굴라르       | 2005–2008 | 12         | 2005–2016                       | 빈칸             |
| 미국             | 마리사 밀러           | 2007–2010 | 3          | 2007–2009                       | 빈칸             |
| 오스트레일리아   | 미란다 커             | 2007–2013 | 6          | 2006–2009, 2011–2012            | 2011             |
| 네덜란드         | 두첸 크로스           | 2008–2014 | 8          | 2005–2006, 2008–2009, 2011–2014 | 빈칸             |
| 나미비아         | 베하티 프린슬루       | 2009–2019 | 10         | 2007–2015, 2018                 | 빈칸             |
| 영국             | 로지 헌팅턴화이틀리   | 2010–2011 | 5          | 2006–2010                       | 빈칸             |
| 남아프리카공화국 | 캔디스 스워너풀       | 2010–2018 | 11         | 2007–2015, 2017-2018            | 2013             |
| 미국             | 샤넬 이만             | 2010–2012 | 3          | 2009–2011                       | 빈칸             |
| 미국             | 에린 헤더튼           | 2010–2013 | 6          | 2008–2013                       | 빈칸             |
| 미국             | 릴리 알드리지         | 2010–2018 | 9          | 2009–2017                       | 2015             |
| 미국             | 린제이 엘링슨         | 2011–2014 | 8          | 2007–2014                       | 빈칸             |
| 미국             | 칼리 클로스           | 2013-2015 | 5          | 2011–2014, 2017                 | 빈칸             |
| 러시아           | 케이트 그리고리예바   | 2015-2016 | 3          | 2014–2016                       | 빈칸             |
| 미국             | 테일러 힐             | 2015-2021 | 5          | 2014–2018                       | 빈칸             |
| 스웨덴           | 엘사 호스크           | 2015-2020 | 8          | 2011–2018                       | 2018             |
| 미국             | 마사 헌트             | 2015-2020 | 5          | 2013–2018                       | 빈칸             |
| 폴란드           | 모니카 야가치아크     | 2015-2016 | 3          | 2013–2015                       | 빈칸             |
| 영국             | 스텔라 맥스웰         | 2015-2021 | 5          | 2014–2018                       | 빈칸             |
| 브라질           | 라이스 히베이루       | 2015-2021 | 8          | 2010–2011, 2013-2018            | 빈칸             |
| 포르투갈         | 사라 삼파이우         | 2015-2021 | 6          | 2013–2018                       | 빈칸             |
| 네덜란드         | 로메이 스트레이트     | 2015-2021 | 5          | 2014–2018                       | 빈칸             |
| 미국             | 재스민 툭스           | 2015-2021 | 7          | 2012–2018                       | 2016             |
| 덴마크           | 요세피네 스크리베르   | 2016-2021 | 6          | 2013–2018                       | 빈칸             |
| 헝가리           | 펄빈 버르버러         | 2019-2021 | 2          | 2012, 2018                      | 빈칸             |
| 영국             | 알렉시나 그레이엄     | 2019-2021 | 2          | 2017–2018                       | 빈칸             |
| 영국             | 레오미 앤더슨         | 2019-2021 | 4          | 2015–2018                       | 빈칸             |
| 미국             | 그레이스 엘리자베스   | 2019-2021 | 3          | 2016–2018                       | 빈칸             |

### 핑크 광고 모델
| 출신지         | 이름                  | 활동기간      |
| -------------- | --------------------- | ------------- |
| 브라질         | 알레산드라 암브로지우 | 2004년-2006년 |
| 오스트레일리아 | 미란다 커             | 2006년-2007년 |
| 나미비아       | 베하티 프린슬루       | 2008년-2011년 |
| 스웨덴         | 엘사 호스크           | 2011년-2014년 |
| 미국           | 레이첼 힐버트         | 2015년-2016년 |
| 미국           | 주리 티비             | 2016년-2019   |
| 미국           | 그레이스 엘리자베스   | 2016년-2019   |

## 평가
빅토리아 시크릿은 매년 열리는 빅토리아 시크릿 패션 쇼로도 잘 알려져 있는데, 이 패션쇼는 "미국인들의 란제리 속옷에 대한 개념"을 완전히 바꿔 놓았다. "패션으로써의 섹시한 속옷"," "란제리 주류 기업" 등의 생각을 가지게 했다. 미국인들의 개념을 바꾸면서 사회적으로 속옷 쇼핑이 증가했고 문화적으로 받아들이기 시작했다.
빅토리아 시크릿으로 인해 "약간 곤란하고 금기시 하던 란제리 접근을 쉽게 바꿨고, 심지어 액세서리의 일종으로 보기도한다".